# Västerkyrkoby
Västerkyrkoby, by i Pyttis kommun, Kymmenedalen, Södra Finlands län på finska Länsikirkonkylä.
Jordebokshemmanen i byn är tio, nämligen:
1. Haavisto
2. Anttas
3. Arvids
4. Daniels
5. Jäspars
6. Skoas
7. Erikas
8. Willströms
9. Joas
10. (namnlöst), bortföll ur jordeböckerna efter 1725